# Georg Anton Benda

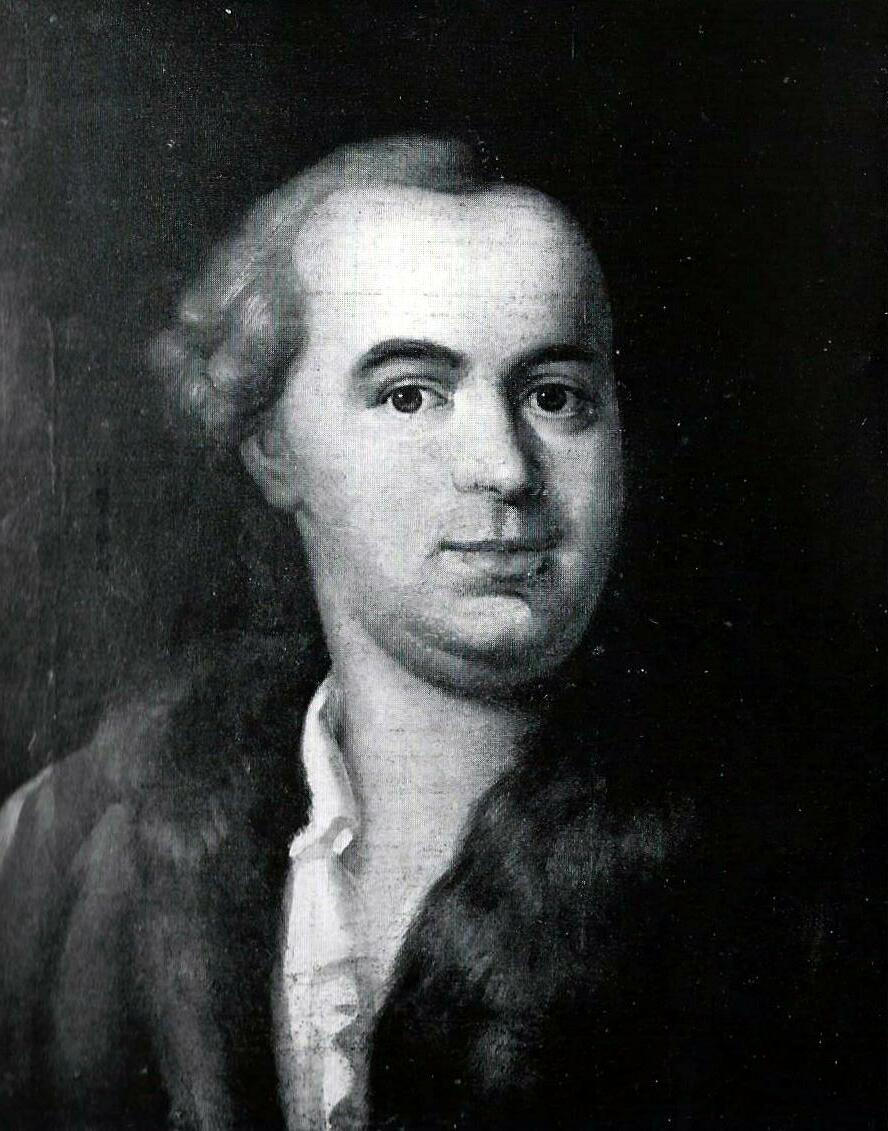
G. A. Benda, ca. 1751, unbekannter Künstler

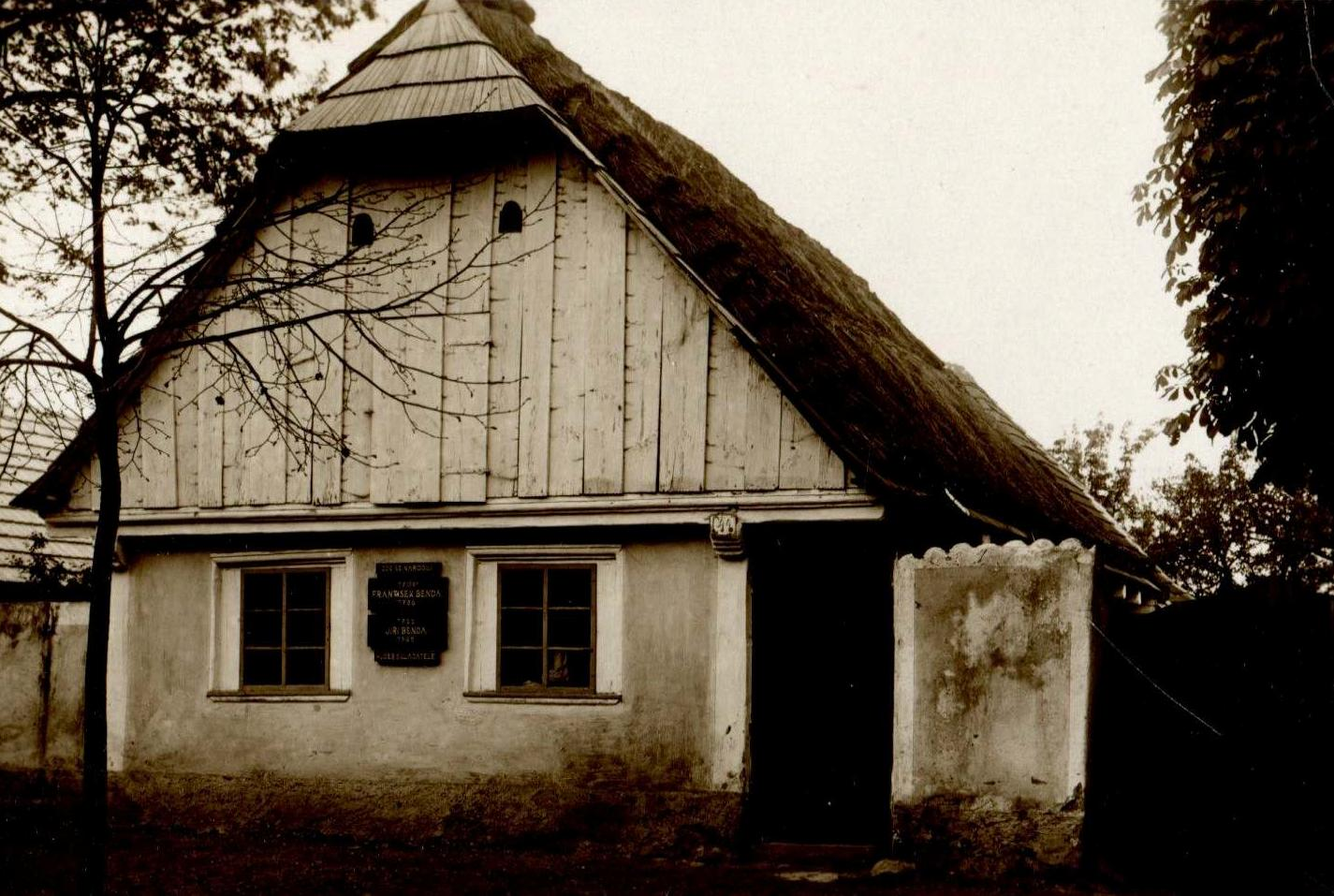
Bendas Geburtshaus, erbaut 1706/07

Georg Anton (tschechisch Jiří Antonín) Benda (getauft 30. Juni 1722 in Alt-Benatek an der Iser (nordöstlich Prag), Böhmen; † 6. November 1795 in Köstritz) war ein böhmischer Kapellmeister und Komponist.

## Leben

### Böhmen
Georg (Anton) Benda war der vierte Sohn des Leinewebers und Musikers Hans Georg Benda und seiner Ehefrau Dorothea (1686–1762), geborene Brixi, Tochter des Dorfkantors Heinrich Brixi in Skalsko. Sein ältester Bruder war der Violinist und Komponist Franz Benda, wie dieser (ab 1733) waren auch die Brüder Johann Georg (seit 1734) und Joseph (seit 1742) als Violinisten Mitglieder der Hofkapelle von Friedrich II. von Preußen („dem Großen“). Der Vater hatte die Familie zusätzlich durch Auftritte (Hackbrett, Oboe, Schalmei) bei Tanzveranstaltungen in Gasthäusern ernährt, wobei ihn teilweise auch die Kinder mit Instrumenten und Gesang begleiten mussten (Georg Anton spielte Geige und Oboe). Nach einem Besuch in Potsdam waren die Eltern in Böhmen wiederholt Verhören ausgesetzt, bis Friedrich II. bei ihrem Lehnsherrn die Ausreise der restlichen Familie erwirkte. Am 5. März 1742 fuhren die Eltern mit den Kindern Viktor (ebenfalls Leineweber) und Anna Franziska bei Georg Antons Internat in Jičín vor und nahmen ihn mit nach Preußen.
Der Vater hatte den Dreizehnjährigen 1735 auf das Piaristen-Kolleg in Kosmanos bei Jung-Bunzlau geschickt, welches ein Schultheater beinhaltete. Von 1739 an war er Seminarist im Jesuiten-Kolleg in Jičín, welches bekannt war für seine intensive Pflege der Vokal- und Instrumentalmusik, Rhetorik und insbesondere seinen Theaterbetrieb. Die Aufführungen der Jesuitendramen, bei denen gesprochener Text und gesungene Partien sich abwechselten, inspirierten Georg Anton Benda möglicherweise später in Gotha zu seinen Melodramen. In Potsdam führte Franz Benda seinen Bruder Georg Anton in die von Friedrich II. bevorzugte Spielweise auf der Geige ein, und er bekam noch im selben Jahr ebenfalls eine Anstellung als Violinist im königlichen Orchester. Außerdem vervollkommnete er sich auf der Oboe, war aber auch ein so guter Cembalo- und Clavierspieler, dass er zeitweilig als Repetitor und Solist tätig sein konnte.

### Potsdam/Berlin
Nach der streng gegenreformatorischen Jesuitenerziehung kam Benda in Potsdam und Berlin nun in Berührung mit der aufklärerischen Musikästhetik am Hofe von Friedrich II. unter dem Einfluss der französischen Philosophie von Voltaire und Rousseau und der Affektenlehre. Als Mitglied der Hofkapelle lernte er die Kompositionen von Johann Joachim Quantz, den Brüdern Johann Gottlieb und Carl Heinrich Graun, Johann Adolph Hasse kennen, insbesondere auch italienische Opern (Eröffnung der neuen Königlichen Oper am 7. Dezember 1742). 1742–1749 hatte er Gelegenheit, die Singspiele der Schauspielergesellschaft von Johann Friedrich Schönemann zu erleben. Mit Carl Philipp Emanuel Bach, 1738–1768 als Cembalist ebenfalls Mitglied der Hofkapelle, war Benda zeitlebens in Kontakt in Form von Briefen, Subskriptionen und gegenseitigen Besuchen. Er lernte wohl auch dessen Vater Johann Sebastian Bach und Bruder Wilhelm Friedemann Bach kennen, als sie 1747 in Berlin zu Besuch waren und bei Hofe erschienen. Nach dem Vorbild des Königs wurde Georg Anton Benda in Berlin Protestant und Freimaurer.
Auch der in Gotha geborene Graf Gotter, Oberhofmarschall und Intendant der Berliner Hofoper, war in Berlin Freimaurer (Meister der Loge „Zu den drei Weltkugeln“). Ebenso wie die Gothaer Herzogin Luise Dorothea, ebenfalls Mitglied einer Loge, förderte Gotter die Niederlassung von böhmischen Emigranten in der Region, und auf seine Vermittlung konnte Georg Anton Benda sich als Nachfolger des 1749 verstorbenen Hofkapelldirektors Gottfried Heinrich Stölzel am Hof von Gotha vorstellen, wo er insbesondere durch sein Klavierspiel und seine Freimaurer-Zugehörigkeit überzeugte. Zum 1. Mai 1750 ernannte Herzog Friedrich III. von Sachsen-Gotha (1699–1772) Benda zum Hofkapellmeister mit der Hauptaufgabe, den sonntäglichen Gottesdienst auf Schloss Friedenstein musikalisch zu gestalten.

### Gotha

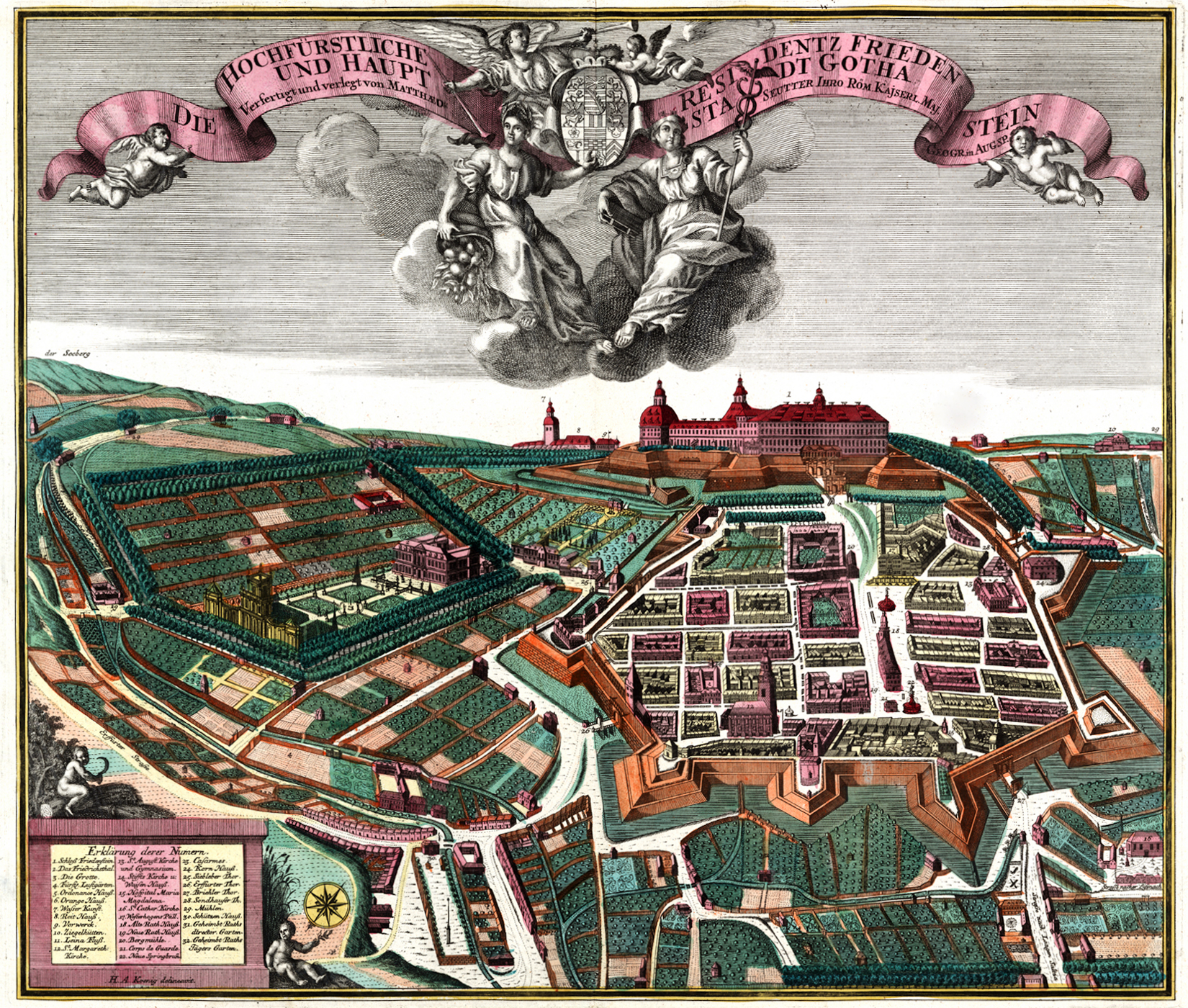
Gotha 1738 mit (Bildmitte) Siebleber Tor links (No. 25) und Sundhäuser Tor rechts (No. 28)

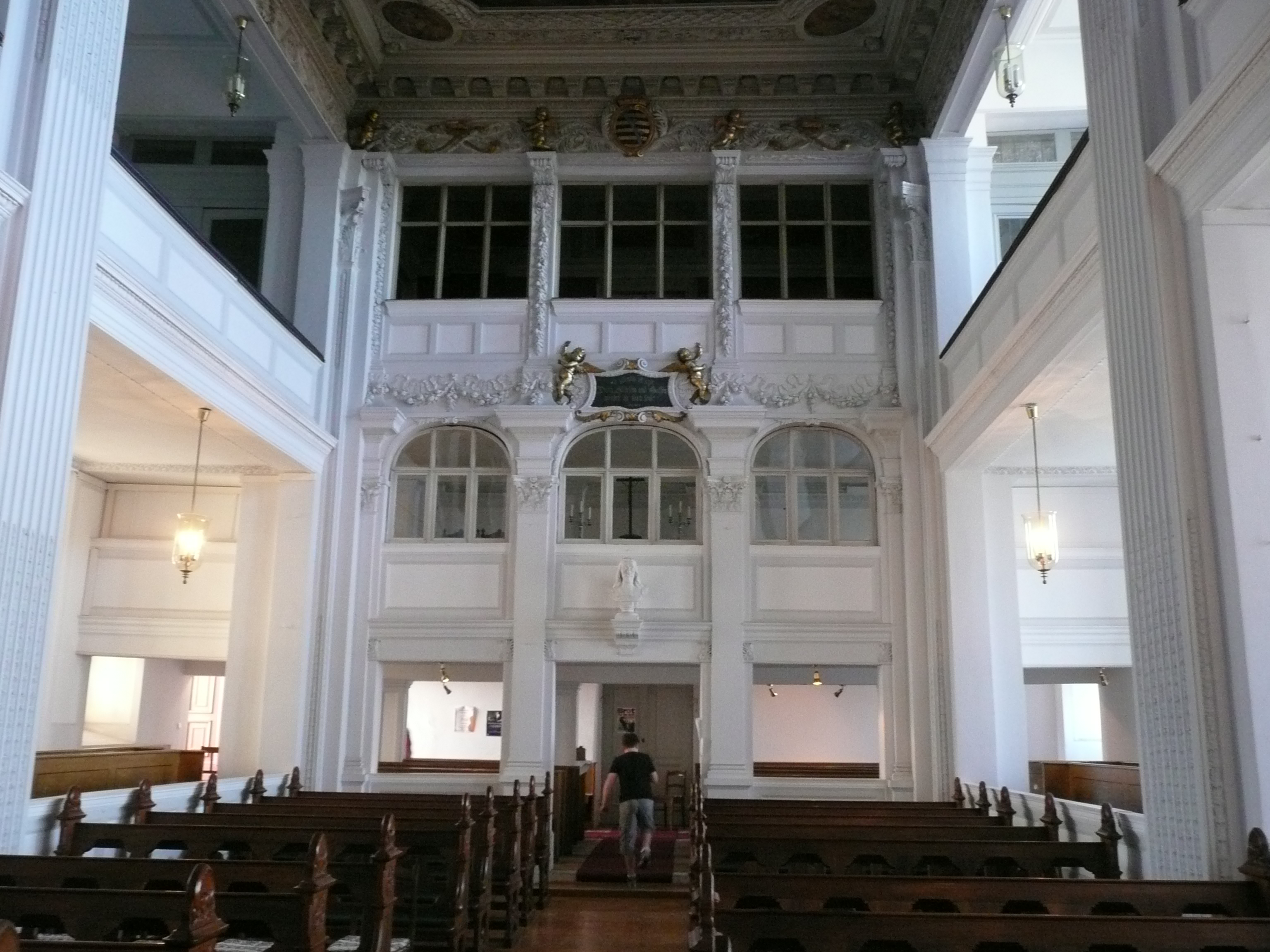
Schlosskirche Gotha, Fürstenloge Westseite

In Gotha unterstützte Bendas Schwester Anna Franziska ihn in der Haushaltsführung, wozu auch die Betreuung von drei Kapellknaben gehörte, aber auch bei Kirchen- und Hofkonzerten mit ihrer von Franz Benda ausgebildeten, besonders reinen Stimme. Auf Bendas Gesuch von Ende 1750 wurde sie als Hofkammersängerin angenommen. Nachdem sie mit dem Violinisten Dismas Hattasch eine eigene Familie gegründet hatte, heiratete Benda Ende 1751 die Tochter des Gothaer Cantzley-Advocatus Leichner. Der Haushalt vergrößerte sich nicht durch eigene Kinder, und auch durch Pflegetochter und Musikschülerin Susanne Maria Zinck (1751–1821) und Geiger Johann Christoph Reinhardt. Sie bewohnten ein Haus in der Großen Sieblebergasse; dazu hatte Benda einen Garten am Kanal vor dem Sundhäuser Tor, in den er sich häufig zum Komponieren zurückzog. Am 15. September 1757, unmittelbar nach dem siegreichen Gefecht bei Gotha, besuchte Friedrich II. mit seinem Bruder Heinrich das Gothaer Herzogspaar, und Benda hatte Gelegenheit, seinem ehemaligen König und Orchesterchef seine Aufwartung zu machen (Friedrich II. kam noch einmal am 3. Dezember 1762 von seinem Leipziger Winterquartier nach Gotha, um dort zu übernachten).
Neben Schlossmusiken bei diversen höfischen Anlässen, z. B. Tafelmusik, Trauermusik, schuf Benda für die Hofkirche nahezu vier Jahrgänge Kantaten, die nach der Gottesdienstordnung kurz zu sein hatten, dazu Messen und Passionsmusiken. Die Gestaltung des Theaterbetriebes war dagegen nicht Bendas Aufgabe, auch war wegen der Schlesischen Kriege das Geld knapp und Hofprediger Ernst Salomon Cyprian ein Gegner von Theater und Oper, aber gelegentlich erschienen durchreisende Schauspielergesellschaften: Franz Schuch der Ältere zeigte einfache deutsche und französische Stücke, Heinrich Gottfried Koch anspruchsvollere Singspiele und Intermezzi. Benda selbst brachte im August 1765 seine einzige nach Berliner Art komponierte Opera seria Xindo riconosciuto anlässlich des Geburtstags der Herzogin zur Aufführung. Während der ersten 15 Jahre hielt sich Benda nur selten außerhalb Gothas auf (einige Male in Weimar, einmal in Berlin). Als er gegenüber dem Herzog mangelnde künstlerische Anregungen beklagte, genehmigte ihm dieser eine Art Stipendium für eine mehrmonatige Fortbildungsreise durch Italien im Sinne einer Grand Tour, die er im Oktober 1765 antrat.
Italien
Nach einer Unterbrechung in München, wo er für den Vortrag eines selbst komponierten Clavierkonzertes auf Schloss Nymphenburg vom bayrischen Kurfürsten Max Joseph eine goldene Uhr erhalten hatte, schloss sich Benda in Norditalien der Reisegruppe von Fürst Leopold Friedrich Franz aus Dessau an, zu dessen umfangreicher Entourage auch Kapellmeister Friedrich Wilhelm Rust (ehemals Schüler von Franz Benda) gehörte.
In Venedig lernten sie Hasse und Anton Schweitzer persönlich kennen. Hier hatte Benda eine einschlägige Begegnung mit der italienischen Opera buffa: An die strengen Vorgaben der in Berlin üblichen Opera seria gewöhnt, verließ er empört und vorzeitig die Aufführung einer Galuppi-Oper, aber nach einem erneuten Opernbesuch einige Tage später war er von der „Manier der Italiener“ nachhaltig begeistert. Nach Bologna war Benda in Florenz beeindruckt von Glucks Alceste, und in Rom hörte er weihnachtliche Oratorien, besonders berührt von Allegris Miserere in der Sixtinischen Kapelle. Ende Februar erlebte er in Neapel Pergolesis Stabat mater. Über Rom und Florenz traf Benda Anfang Juni 1766 wieder in Gotha ein.
Benda wurde zwar in den Rang eines Hofkapelldirektors erhoben, aber seine Italien-Eindrücke konnten nicht in Form der großen Oper verarbeitet werden, sondern mussten sich auf das kleine aber kostengünstigere Intermezzo beschränken. Die eigens hierfür engagierten italienischen Sänger wurden gleich nach dem Tod der Herzogin 1767 wieder entlassen. Der trauernde Herzog, der im März 1772 ebenfalls verstarb, hatte nichtkirchliche Musik mit Ausnahme von Kammermusik ohnehin abgelehnt.
Zwar hatte es 1773 unter Gotter und Heinrich August Ottokar Reichard (1751–1822) den Versuch eines Amateurtheaters gegeben, aber die jahrelange musikalische „Durststrecke“ sollte für Benda erst im Mai 1774 mit dem Eintreffen der Singspiel-erfahrenen Seylerschen Schauspiel-Gesellschaft zu Ende gehen.
Ekhof-Theater

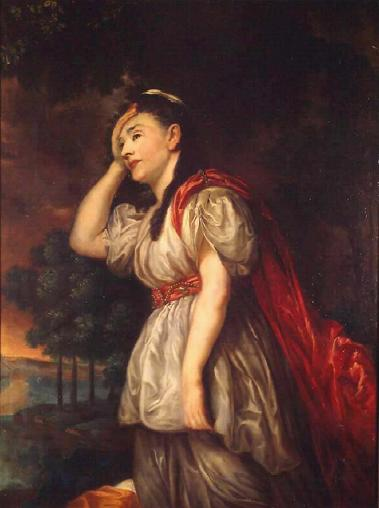
Charlotte Brandes als Ariadne, 1781 gemalt von Graff nach Kupferstich von Heinrich Sintzenich

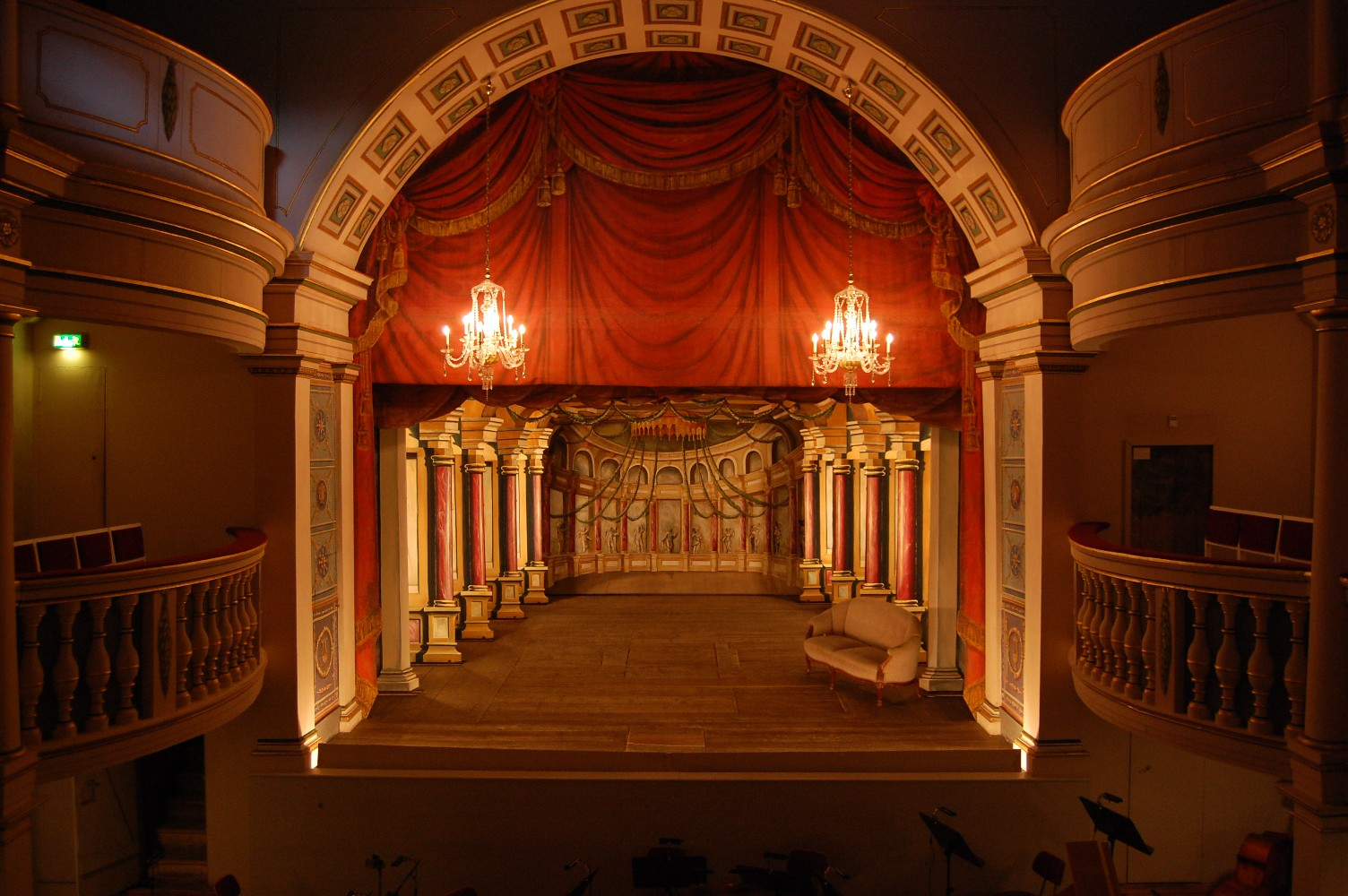
Bühne Ekhof-Theater

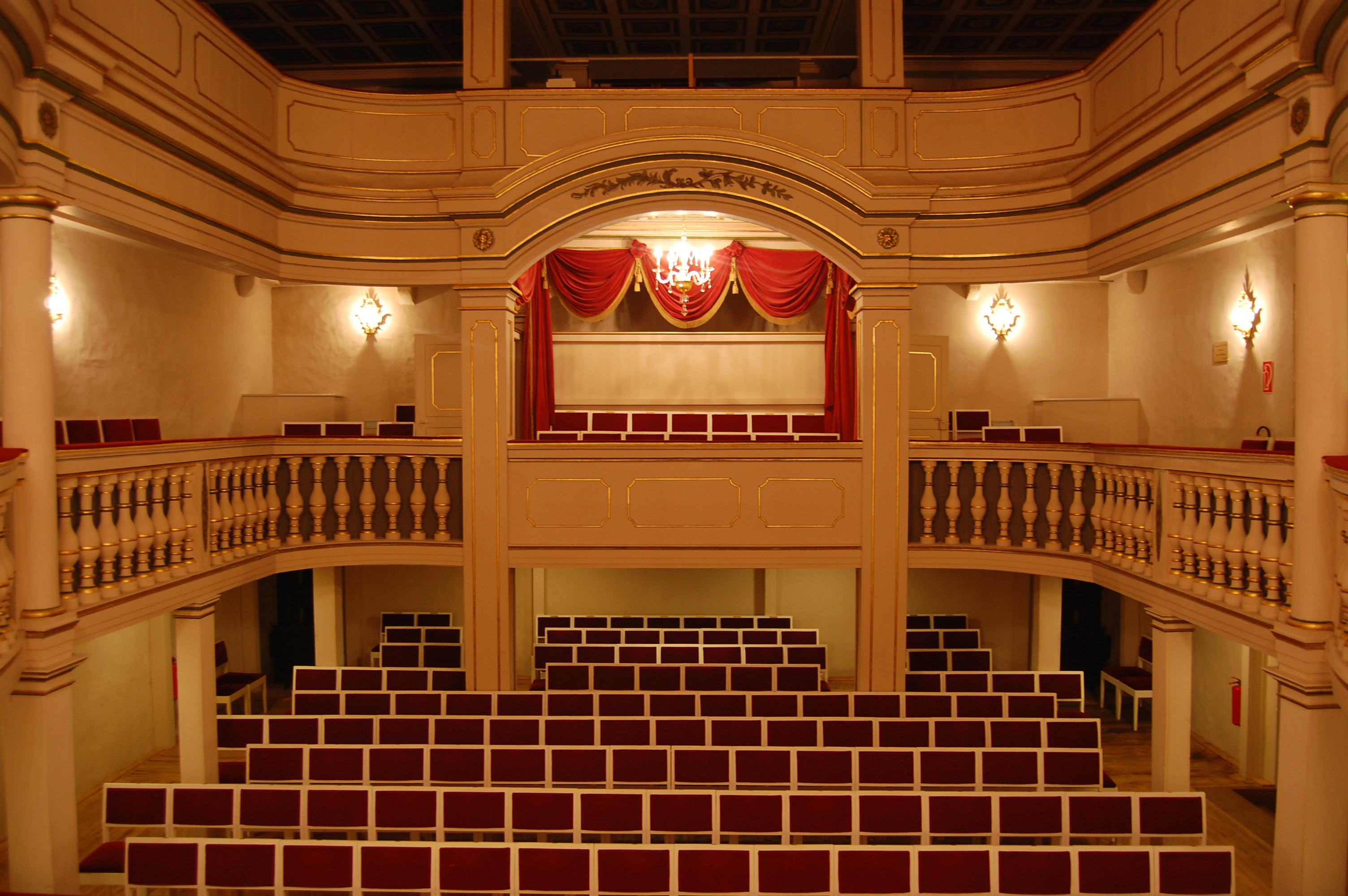
Zuschauerraum Ekhof-Theater

Nach dem Weimarer Schlossbrand 1774 verpflichtete der kulturell aufgeschlossene junge Herzog Ernst II. (Sachsen-Gotha-Altenburg) vertraglich die gesamte Truppe, der auch Conrad Ekhof, das Ehepaar Brandes sowie der Benda von Venedig her bekannte Kapellmeister Schweitzer angehörten. Brandes hatte in Weimar für seine Ehefrau ein Ariadne-Libretto geschrieben und bat nun Benda um Vertonung, da Schweitzers Version unvollendet geblieben war. Mit Esther Charlotte Brandes in der Hauptrolle (in einem neuartig antik nachempfundenen Kostüm) kam die Benda-Version von Ariadne auf Naxos bereits im Januar 1775 zur Aufführung. Nach diesem Aufsehen erregenden Erfolg komponierte Benda zu Gotters Libretti innerhalb von nur drei Jahren seine bekannteste Bühnenmusik: Der (Dorf)Jahrmarkt, Medea, Walder, Romeo und Julie (mit Happy End!) und Der Holzhauer.
Im September 1775 verließ Seyler Gotha vorzeitig mit einem Teil seiner Gesellschaft einschließlich Ehepaar Brandes sowie den beiden ältesten Benda-Söhnen Friedrich-Ludwig und Heinrich als Violinisten. Herzog Ernst schuf daraufhin nach einem klar umrissenen Regelwerk den ersten deutschen Hoftheater-Betrieb mit feststehendem Ensemble, zu welchem nun auch das Bürgertum Zugang hatte. Ekhof bekam die künstlerisch-schauspielerische Leitung, Reichard die dramaturgisch-ökonomische, und es wurden neue, jugendliche Kräfte hinzuverpflichtet, darunter der aus seinem hochgebildeten Elternhaus entflohene Iffland (Debüt in Gotha im März 1777).
Hamburg, Mannheim, Wien, Berlin
Im Frühjahr 1778 setzten Benda Spannungen zwischen Schweitzer und ihm derart zu, dass er seinen vorläufigen Rücktritt ankündigte. Offenbar neideten sich beide Kapellmeister ihren jeweiligen besonderen Stellenwert (Benda als erfolgreicher Komponist, Schweitzer als Theater-Kapellmeister), wodurch sich Benda zurückgesetzt fühlte. Er glaubte, auf Grund seines Bekanntheitsgrades andernorts wieder eine feste Anstellung finden zu können, und unternahm eine als Bildungsreise deklarierte Tour, die ihn zunächst nach Hamburg führte, wo er bei Schröder, der sich besonders für die Inszenierung von Shakespeare-Trauerspielen einsetzte, seine Romeo und Julie-Version (mit Tochter Justina und Sohn Hermann Christian in den Hauptrollen) zur Aufführung brachte, aber auch Holzhauer, Ariadne, Medea, Jahrmarkt. Hier traf Benda Carl Philipp Emanuel Bach wieder, seit 1768 verantwortlich für die Kirchenmusik an den Hamburger Hauptkirchen, und war begeistert von dessen doppelchörigem Heilig, Heilig in der St.-Michaelis-Kirche.
Im Oktober 1778 reisten Benda und Hermann Christian nach Mannheim, wo die älteren Söhne Heinrich und Friedrich Ludwig (mit seiner jungen Ehefrau, der Sängerin Felicitas Agnesia Ritz sowie Pflegetochter Susanna, soeben verehelichte Neefe), als Mitglieder der Seylerschen Gesellschaft engagiert waren. Es ist nicht auszuschließen, dass Mozart, der ein Bewunderer Bendas war, auf der Rückreise von Paris sich zu diesem Zeitpunkt noch in Mannheim aufhielt.
Über Gotha setzten Benda und Hermann Christian ihre Reise fort und kamen im November 1778 in Wien an. Seine Werke wurden aufgeführt im Deutschen Nationaltheater (altes Burgtheater) in Wien und im Theater in der Josephstadt. Benda gab auch sogenannte Akademien im Deutschen Nationaltheater und im Kärntnertor-Theater. Er fand in den sechs Monaten seines Aufenthaltes auch noch Zeit, die Musik zu den Melodramen Pygmalion und Philon und Theone zu komponieren. Bei seinen Bemühungen um den Posten des Kapellmeisters beim Deutschen Nationaltheater unterlag er Schweitzer und Mozart, der sich allerdings zuvor wegen Bendas Beliebtheit Sorgen gemacht hatte.
Im Frühjahr 1779 besuchte Benda in Berlin die Familien seiner Brüder Franz und Joseph und alte Freunde wie Johann Philipp Kirnberger, und am Döbbelinschen Theater leitete er die Aufführungen einiger seiner Melodramen, über die Carl Friedrich Zelter mit Enthusiasmus ausführlich berichtete. Mitte August 1779 reiste Benda über Dessau, wo er seinen Italien-Begleiter und Freund Rust wiedersah, nach Gotha zurück.
Ende August 1779 bat Benda Herzog Ernst offiziell um die Gewährung einer lebenslangen Pension, und dessen Bruder Prinz August sagte ihm zusätzlich noch einmal den gleichen Betrag zu, sodass er imstande war, sich in ländlicher Gegend einen Haushalt mit Kammerdiener und Köchin zu leisten.
Am 20. September 1779 führte Benda sein in Wien komponiertes Melodram Pygmalion in Gotha erstmals auf, eine Woche später wurde nach der Aufführung von Romeo und Julie als Benefiz-Veranstaltung zugunsten der letzten Schauspieler das Hoftheater auf Veranlassung des Herzogs geschlossen. Als Gründe werden vermutet: nach Ekhofs Tod im Juni 1778 Nachlassen von Leistung und Charakter vieler Schauspieler sowie Abwanderung aus Unzufriedenheit mit der Entlohnung, außerdem Interessenverlagerung des Herzogs auf andere wissenschaftliche und kulturelle Gebiete. Aufführungen von gelegentlich durchreisenden Theatergesellschaften, wie z. B. der Truppe von Joseph Bellomo, fanden für Bürger nur noch im Gasthof zum Mohren statt.

### Ruhestand
1780 ließ sich Benda in Georgenthal bei Gotha nieder. In den folgenden Jahren ordnete er das Gesamtwerk seiner Kompositionen und traf Vorbereitungen für Subskription und Druck. Im Sommer 1781 leitete er in Paris (Théâtre-Italien) die Aufführung seiner Ariadne. Benda komponierte etwa zwischen 1782 und 1787 seine letzten Singspiele: Das tartarische Gesetz, das 1782/83 in seinem Beisein in Mannheim aufgeführt wurde und das er selbst als seinen „Abschied vom Theater“ bezeichnete, sowie Das Findelkind oder Unverhofft kommt oft.
1783 zog er nach Ohrdruf, von wo aus er wiederholt Kuraufenthalte in Ronneburg antrat. Dies hielt Benda auch bei, als er 1790 nach Köstritz gezogen war. 1792 komponierte er (sein erfolgreicher ältester Sohn Friedrich Ludwig war im März des Jahres in Königsberg ganz plötzlich verstorben) Bendas Klagen, eine Cantate, begleitet von zwey Violinen, zwey Flöten, Bratsche und Bass und verabschiedete sich damit nun auch bewusst vom Komponieren, indem er das Deckblatt mit dem Vermerk „Hiermit endet der Verfasser seine musikalische Laufbahn im 70sten Jahre seines Alters“ versah. Der von ihm selbst gedichtete Text seines „Schwanengesangs“ lautet eingangs:

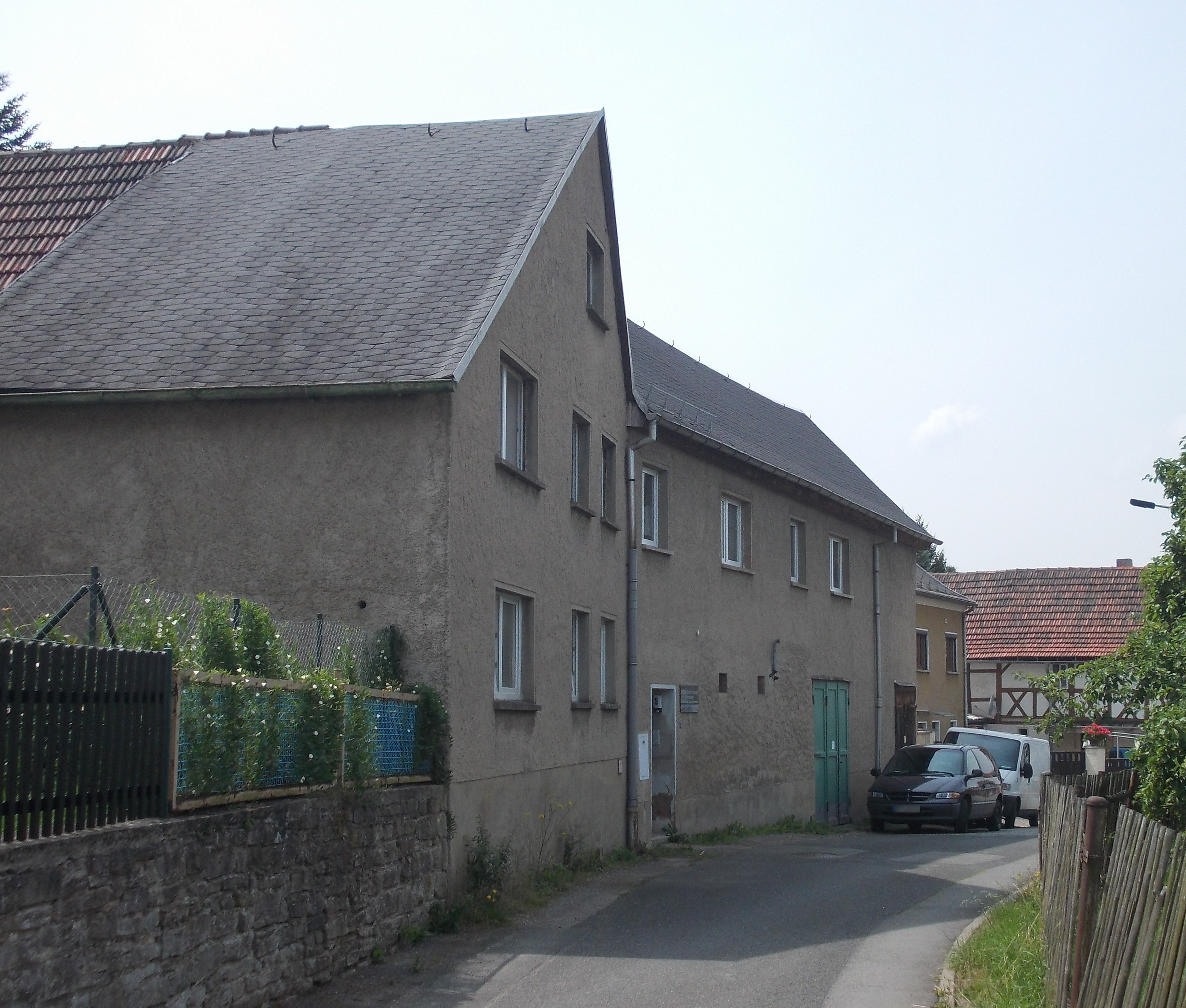
Sterbehaus Bad Köstritz, Berggasse, Wohnung 1. Stock

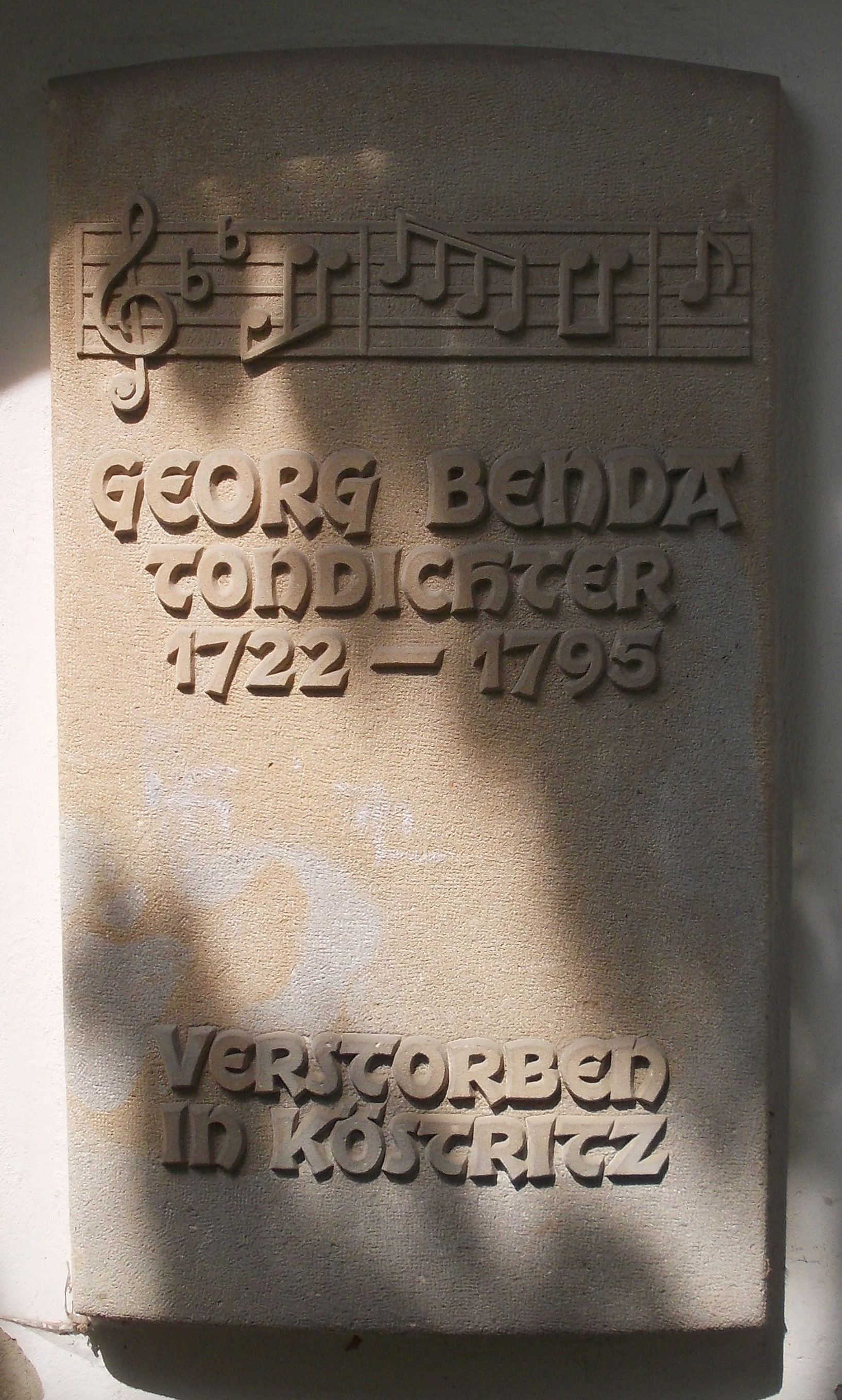
Gedenktafel Südseite von St. Leonhard (Bad Köstritz)

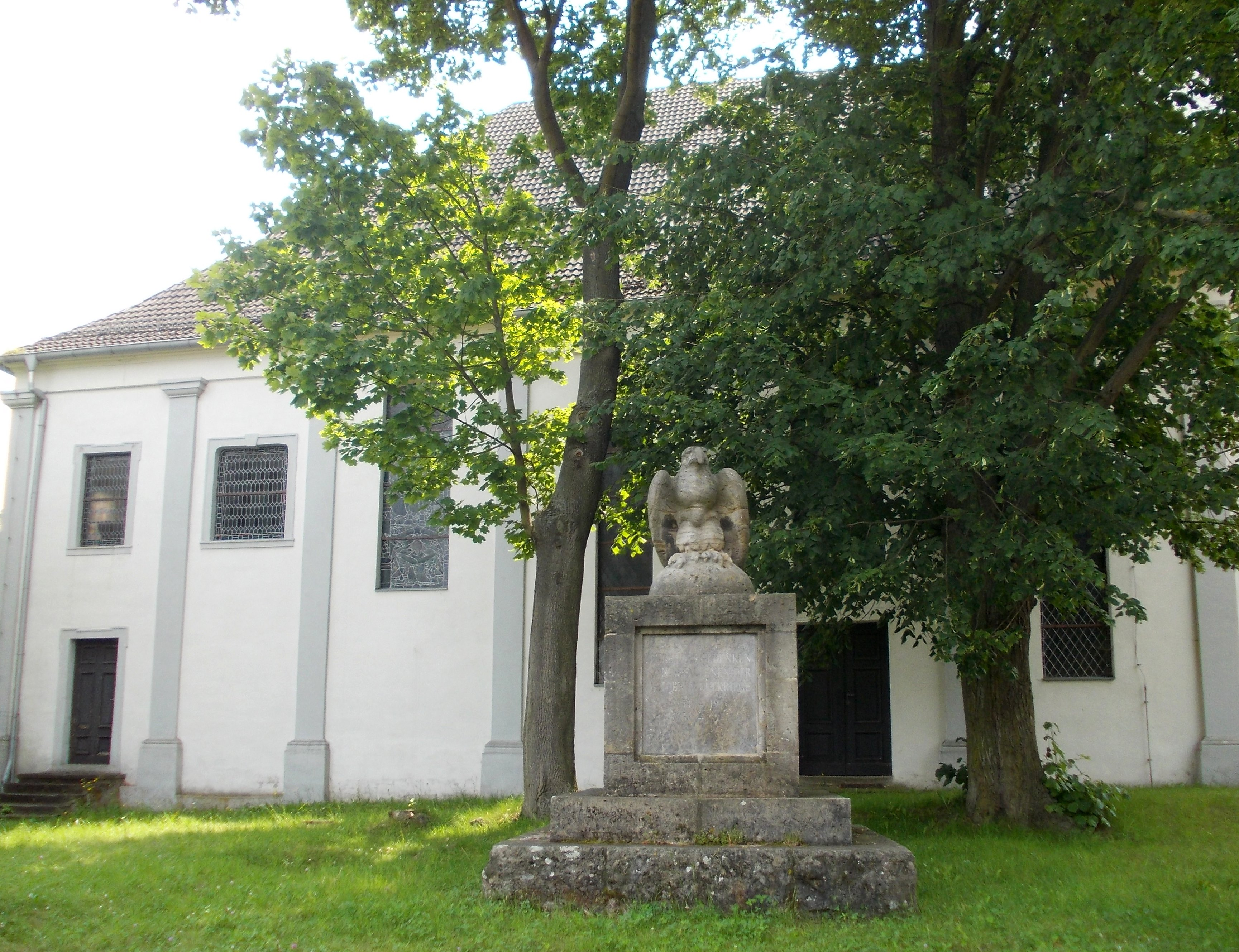
Weltkriegsdenkmal an der Stelle von Bendas ehemaliger Grabstätte vor St. Leonhard

Er ist dahin, der Frühling meiner Blüte!

Wo, süß belohnt bei Scherz und Saitenspiel,

Ich um die Gunst der Schönen mich bemühte!

Kein Kranz der Liebe krönt mich mehr am Ziel!

Nimm dann, o Zeit! Nimm mit gerechter Güte

Auch meiner Brust dieß zärtliche Gefühl,

Das mir zur Quaal, noch immer nicht verglühte.

Soll ich des Lebens süßesten Genuß,

Das Glück, geliebt zu sein, entbehren?

Soll ich, ein zweyter Tantalus,

Nur hoffnungslose Wünsche nähren?

Soll dieß Gefühl, das mir die Liebe gab,

Bis an mein Grab in banger Sehnsucht sich verzehren?

O Zeit! –

Alle Werke deiner Hand

Fallen deinem Sensenschlage;

Trenne doch auch dieses Band,

Der Erinnrung beßrer Tage,

Wo ich Gegenliebe fand!
Am 6. November 1795 verstarb Georg Anton Benda nach längerem Krankenlager in seiner Köstritzer Wohnung (zwei Zimmer, zwei Kammern) in der Berggasse 5, 1. Stock. Die Beerdigung fand am 9. November statt, auf seinen Wunsch hin „so prunklos als möglich“, jedoch in Abwesenheit seiner fernen Familienangehörigen, die nicht rechtzeitig informiert werden konnten. Bendas Grab, bedeckt mit einer großen Granitplatte, soll sich auf dem alten Friedhofsteil vor der Kirche befunden haben und musste später der Errichtung eines Heldendenkmals weichen. Der Inhalt von Bendas Testament vom August 1795 wurde als nicht öffentlich behandelt. Zur Versteigerung der Hinterlassenschaft reiste in Vertretung seiner Geschwister Bendas jüngster Sohn Carl Ernst Eberhard aus Berlin an, der überwiegend den Zuschlag erhielt, so dass der Hauptteil des musikalischen Nachlasses in der Familie blieb. Inwieweit Erinnerungsstücke danach möglicherweise an staatliche Stellen übergeben worden sind, ist nicht bekannt.
Zu Bendas Gedenken befinden sich in Köstritz Exponate (Fotomaterial) im Schütz-Museum sowie je eine Gedenktafel an seinem Sterbehaus Berggasse 5 und in einer Nische an der Südseite von St. Leonhard. Bildmaterial aus Bendas Gothaer Zeit soll sich laut Biograf Lorenz im dortigen Bildarchiv des Museums für Regionalgeschichte befinden.

### Familie
Bendas Kinder waren der Violinist und Komponist Friedrich Ludwig Benda, zuletzt Königsberg, der Berliner Violinist Heinrich Benda, die Schauspielerin und Sängerin Catharina Justina Benda (Zimdar/Blanchard), zuletzt Breslau, der Weimarer Sänger und Schauspieler Hermann Christian Benda, sowie der Berliner Hofschauspieler und Sänger Carl Ernst Eberhard Benda. Die Patenschaften hatten das Herzogsehepaar und höhere Hofbeamte übernommen. Die beiden ältesten Söhne hatten sich 1775 Seyler angeschlossen. Justina debütierte 1776 in Romeo und Julie als Laura, Hermann Christian 1777 in Der Dorfjahrmarkt als Lukas; beide begleiteten ihren Vater 1778 nach Hamburg, Justina gründete dort eine Familie. Bendas Ehefrau starb bereits 1768 im Alter von 42 Jahren. Nach dem Tod seiner Tante Anna Franziska 1781 kam Carl E. E. nacheinander zu den Brüdern in Ludwigslust und Berlin, wo er 1785 bei Döbbelin als Fritz im Lustspiel Der Hofmeister von Heinrich Gottfried Reichard (nach Carlo Goldoni) debütierte. Benda, der kein zweites Mal heiratete, hat den frühen Verlust seiner Ehefrau auch noch in seiner letzten Kantate, Bendas Klagen (1792), betrauert, worin die Melodie der Arie „O meine Julie“ (Romeo und Julie, 3. Akt) durchklingt.
Biograf Lorenz bedauert 1971 die schwierige Recherche im geteilten Deutschland mit der Erkenntnis, dass – im Gegensatz zu Franz Bendas von Benda-Nachfahren – sich „die Spuren nach Enkeln und einem Urenkel Georg Bendas im Dunkel“ verlieren. Auch heute lassen sich dem Opernsänger Adolph Benda musikalisch aktive Künstler nicht zuordnen, zumal die Anzahl seiner Kinder sowie deren mögliche Namensänderungen in den einschlägigen Quellen bisher nicht festgestellt werden konnten.

## Persönlichkeit

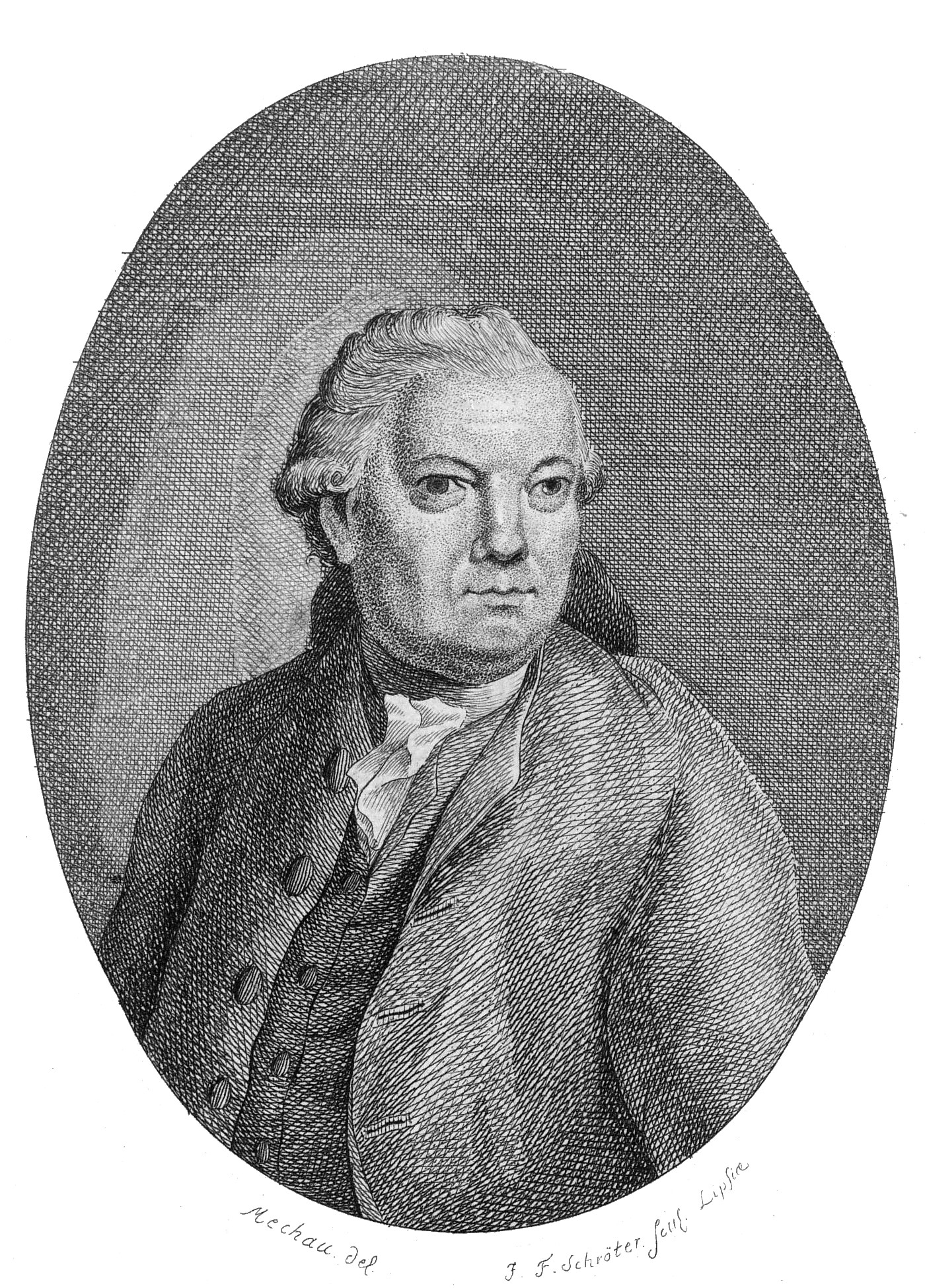
Georg Anton Benda, Kupferstich von Schröter nach Mechau

Johann Friedrich Reichardt, Ehemann von Bendas Nichte Juliane, Franz Bendas jüngster Tochter, beschrieb Georg Benda ausführlich als „Vereinigung höchster Talente“. Schlichtegroll bezeichnete ihn als „klugen Denker“, Fazit aus Bendas Briefen an seinen Gothaer Freund Johann Wilhelm Dumpf. Reichardt gibt ebenfalls Beispiele für Bendas „treffenden Witz“, andererseits skizziert er anschließend viele Episoden von Bendas eigentümlichem, teils befremdlichem Verhalten.
Auch anderswo kursiert in der Literatur, zur „Unterhaltung“ der Leserschaft, eine bunte Mischung von Anekdoten, welche Bendas auffällige Verwirrtheitszustände im Sinne der Redensart zerstreuter Professor belegen sollen, preisgegeben vom Benda-Sohn Christian sowie der ehemaligen Haushälterin. Im Laufe der Jahrzehnte erschienen diese in verschiedenen Versionen und mit zusätzlichen Ausschmückungen, und während Schlichtegroll das Phänomen noch als „Er lebte in seinen Gedanken, nicht in den Dingen“ zusammenfasst, heißt es über Benda bei Hermann Ebert, Versuch einer Geschichte des Theaters in Rostock, 1872, S. 58: „…durch seine melodischen Compositionen ebenso berühmt wie durch seine beispiel‚lose‘(!) Zerstreutheit“, und Wolff meint in Neues elegantestes Conversations-Lexicon für Gebildete aus allen Ständen, 1834, S. 188: „…fast mehr durch seine Zerstreutheit bekannt“. Benda soll bereits als Kind ein „nachdenklicher Geselle“ gewesen sein, der nicht für die väterliche Leineweberei getaugt habe.
Die negativen Auswirkungen seiner Introvertiertheit brachten Benda den Vorwurf ein, kein guter Haushaltsvorstand und Erzieher gewesen zu sein, aber seine Ehefrau hatte Dienstpersonal und nahm seine Eigenheiten mit Herz und Humor. Seinen Kindern war er ein liebevoller Vater, ihnen widmete er das Lied Süßes Mädchen, holder Knabe!: „Wenn mich eure Händchen streicheln, Sanft wie euer Auge lacht: O so hab’ ich auf das Schmeicheln Einer ganzen Welt nicht Acht, Gern misch’ ich in eure Spiele Mich mit milder Nachsicht ein, O des Glücks, das ich dann fühle, Wieder einmal Kind zu sein!“ (Auszug). Die literarisch ebenfalls wiederkehrend ausgebreiteten Schilderungen von Bendas Genuss von Wein, Speisen und Spiel ergaben sich aus seiner Freude an den ihn häufig umgebenden geselligen Zusammenkünften, auch im Rahmen seiner Freimaurer-Logenbrüder, für die er ein damals beliebtes Trinklied auf den Text Auf und trinkt! von Matthias Claudius komponierte: „Auf und trinkt! Brüder trinkt! Denn für gute Leute ist der gute Wein, Und wir wollen heute frisch und fröhlich sein. Stoßet an und sprecht daneben: Alle Kranken sollen leben. Jeder Bruder lebe, sei ein guter Mann! Förd're, tröste, gebe, helfe, wo er kann!“ (Auszug). In diesem Sinne war Benda im Großen wie im Kleinen wohltätig. So spendete beispielsweise den Erlös seiner Kantate Amynts Klagen für eine neue Armenschule.
Im Alter achtete Benda auf seine Gesundheit und versuchte bei täglichen Wanderungen den frühen Verlust seiner Ehefrau bzw. seinen erlebten Theaterverdruss („Adieu Theater mit deiner häßlichen Tochter Cabale“, „Jede geringe Wiesenblume gewährt mir jetzt mehr Vergnügen, als alle Musik“) aufzuarbeiten. Er mied zunehmend die Begegnung mit Menschen, informierte sich jedoch wöchentlich in den neuesten Zeitungen über das Weltgeschehen, insbesondere die Ereignisse im Zusammenhang mit der Französischen Revolution. Hierüber sowie über philosophische und religiöse Fragen tauschte er sich ausführlich in dem Briefwechsel mit seinem Gothaer Freund Johann Wilhelm Dumpf aus.

## Rezeption
Zusammenfassend lässt sich der Stellenwert Georg Bendas als „kleines b zwischen zwei großen B“, zwischen Johann Sebastian Bach (Barock) und Ludwig van Beethoven (Klassik) bezeichnen. In dieser Epoche der Vorklassik oder Frühklassik, auch Zeitalter der Empfindsamkeit genannt, schuf Benda sein vielseitiges Werk aus innerem Bedürfnis heraus mit viel Gefühl und Temperament.
Dies zeigt sich im Kleinen in seinen mit Hingabe dem Text folgenden Kantaten („Als Mensch fängt Gott zu fühlen an und was er fühlt ist meine Not“, „Blut walle auf, verdopple Deine Schläge“ in: Gott steigt herab), seinen Liedern voller Zartheit und Empathie, bei seinen Sinfonien mit ihren meist typisch gestalteten drei Sätzen: 1. Satz = temperamentvoll, elegant, vorwärtsstrebend, 2. Satz: tiefgehend, sehnsuchtsvoll, 3. Satz: bodenständig, tänzerisch beschwingt; im Großen in seinen Singspielen mit ihren gefühlvollen Arien sowie in den Melodramen mit ihren einfühlsamen Lautassimilationen und teils hochdramatischen Szenen.
Mit dieser Sonderform eines musikalischen Bühnenwerks, dem Melodram, hatte Benda große Erfolge weit über Gotha und seinen Tod hinaus. Mozart, Ludwig van Beethoven und Carl Maria von Weber bewunderten Bendas Werke sehr und ließen sich von ihnen inspirieren (Mozarts „Zaide“-Fragment, Beethovens Kerkerszene in „Fidelio“, von Webers Wolfschluchtszene in „Der Freischütz“), experimentell oder andeutungsweise auch noch nachfolgende Komponisten wie Robert Schumann, Richard Strauss, Arnold Schönberg, Alban Berg, Bertolt Brecht, Kurt Weill, Luigi Nono. Diese Reihe mündet in dem Satz: „Das Prinzip, Textdeklamation mit Musik empathisch zu verbinden, hat gerade in unserer Zeit noch populären Nachhall erfahren – freilich, ohne dass einer der ‚Gangsta‘-Rapper den alten Benda noch kennte.“
Auf die stilistische Verwandtschaft im Schaffen von Georg Benda und Beethoven wird in der Literatur verschiedentlich hingewiesen, und der Versöhnungs-Schlusschor („… Zwietracht abzuschwören“) von Bendas Romeo und Julie lässt an Beethovens Ode an die Freude denken.
2002 wurden etliche Musikstücke aus Bendas Singspiel Der Dorfjahrmarkt als Filmmusik für den Spielfilm „Vive la joie! – Barockfest am Gothaer Hof“ verwendet, der zu jener Zeit spielt, als Benda Hofkapellmeister Herzog Friedrichs III. von Sachsen-Gotha war.
Das Landessinfonieorchester Thüringen-Gotha spielte Werke Bendas für CD-Veröffentlichungen ein.
Die mit den Bendas nicht verwandte Familie von Sebastian Benda, früher unter dem Namen The Benda Musicians bekannt, hat sich schon vor vielen Jahren der Pflege der Musik von Franz Benda und seinen Brüdern angenommen. Sohn Christian Benda, Cellist und Dirigent, spielte von Georg Benda u. a. die Melodramen Ariadne, Medea und Pygmalion ein, ebenso das Violinkonzert G-Dur und die Musik zu Bendas Klagen (alle bei Naxos). Siehe auch Benda (Familien).

## Werke (Auswahl, nach MGG)

### A. Vokalmusik
I. Geistliche Werke
1. Oratorien, Messen u. a.
2. Kantaten
3. Motetten
4. Arien, Lieder u. a.
II. Weltliche Werke
1. Kantaten und Oden
2. Lieder, Arien u. a.

### B. Bühnenwerke
- Xindo riconosciuto, Opera seria (Uraufführung August 1765)
- Il buon marito, Intermezzo (Dezember 1766)
- Il nuove maestro di capella, Intermezzo (Dezember 1766)
- Ariadne auf Naxos, Melodram (Januar 1775)
- Der (Dorf)Jahrmarkt oder Lukas und Bärbchen, Singspiel, (Februar 1775)
- Medea, Melodram (Mai 1775)
- Walder, Singspiel (Februar 1776)
- Romeo und Julie, Singspiel (September 1776)
- Der Holzhauer oder Die drey Wünsche, Singspiel (Januar 1778)
- Philon und Theone, Melodram (komponiert in Wien 1779, zu Bendas Lebzeiten nicht aufgeführt).[71] Die Uraufführung des Monodrams fand am 12. August 2021 im neuen Burgsaal der Burg Perchtoldsdorf in einer Produktion des Teatro Barocco in der Regie und Ausstattung von Bernd R. Bienert und unter der musikalischen Leitung von Christoph Ulrich Meier statt.[72]
- Pygmalion, Melodram (September 1779)
- Das tartarische Gesetz, Singspiel (März 1787)

### C. Instrumentalmusik
I. Orchesterwerke
- 30 Sinfonien

II. Konzerte
- 10 Cembalo-Konzerte
- 11 Violin-Konzerte

III. Kammermusik

IV. Cembalomusik u. a.

### Späte Funde
- 1999 wurden im Rahmen der „Beuterückführung“ von der Krim der Sing-Akademie zu Berlin verschollene Noten aus dem Nachlass von Carl Philipp Emanuel Bach zurückgegeben, darunter, von ihm bearbeitet,[73] Bendas Weihnachtskantate Gott steigt herab (Es-Dur für vier Singstimmen mit Instrumenten), laut Staatsbibliothek Berlin Entstehungsjahr 1768. Danach Erstaufführung bei Deutschlandradio Kultur am 15. Dezember 2003 mit „Zelter-Ensemble“ der Sing-Akademie unter Joshard Daus mit der Angabe 1784 als Entstehungsjahr. Es gibt Tonträger, auf denen diese Kantate dem Sohn Friedrich Ludwig Benda zugeschrieben wird.
- Im Frühjahr 2012 wurden von dem Musikwissenschaftler Wolfram Enßlin im Gothaer Augustinerkloster 18 autographe Benda-Kantaten sowie 28 Kopisten-Partituren seiner Kantaten gefunden.[74][75]

## Ehrungen
- Die Stadt Gotha benannte in Gothas Westen eine Straße „Bendastraße“.